# Hatsune Miku: Project DIVA F 2nd
A Hatsune Miku: Project DIVA ƒ 2nd (初音ミク Project DIVA ƒ 2nd) (初音ミク Project DIVA ƒ 2nd) egy 2014-es ritmusjáték, amit a Sega és a Crypton Future Media készített PlayStation Vita és PlayStation 3-ra. A Hatsune Miku: Project DIVA F folytatása. A Vita verzió kompatibilis a PlayStation TV-vel. A játék 2014. március 27-én jelent meg Japánban, 2014. november 18-án Észak-Amerikában és 2014. november 21-én Európában.

## Játékmenet
A játékstílus hasonló az elődjéhez, tartalmaz új és az előző játékokból ismert dalokat, karakter modulokat is. 
Újdonságok a játékban a dupla csillag, csúszó csillagok. A DIVA szoba is tartalmaz egy új minijátékot, a tapsolós játékot. Ritmus játék módban megváltoztathatjuk a skineket is. A játék támogatja a cross save-et PS Vita és PS3 között. A tutorial az előző játékból ismert "Ievan Polkka", de most már elérhető extrém módban is haladó játékosok számára.

## Dalok listája
40 játszható dal található alapból a játékban, további 16 letölthető a Playstation Store-ból. Az AR és Live Stage mód 10 dalt tartalmaz.
| Dalok listája | Dalok listája                                                                                            | Dalok listája         |
| Dal címe | Előadó                                                                                                   | Producer              |
| --- | --- | --------------------- |
| Ievan Polkka (Tutorial mód) | Hatsune Miku                                                                                             | Otomania              |
| "Melt" (メルト) (メルト) | Hatsune Miku                                                                                             | ryo                   |
| "Akatsuki Arrival" (アカツキアライヴァル) (アカツキアライヴァル)                                                                           | Hatsune Miku Megurine Luka                                                                               | Last Note             |
| "Packaged" | Hatsune Miku                                                                                             | livetune              |
| "Glory music" (Glory 3usi9) | Hatsune Miku                                                                                             | Nanou                 |
| "Glory music" (Glory 3usi9) (二息歩行) | Hatsune Miku                                                                                             | DECO*27               |
| "Two Breaths Walking" (二息歩行) (番凩, Tsugai Kogarashi)                                                                                  | MEIKO KAITO                                                                                              | hinayukki@sigotositeP |
| "Wintry Winds" (番凩; Hepburn: Tsugai Kogarashi) (スキキライ, Suki Kirai)                                                                  | Kagamine Rin Kagamine Len                                                                                | HoneyWorks            |
| "Love-Hate" (スキキライ; Hepburn: Suki Kirai) (クローバー♣クラブ)                                                                          | Hatsune Miku                                                                                             | Yuuyu-P               |
| "Clover♣Club" (クローバー♣クラブ) (ミラクルペイント)                                                                                       | Hatsune Miku                                                                                             | OSTER project         |
| "Pinky Swear" (指切り, Yubikiri) | Hatsune Miku                                                                                             | Scop                  |
| "Colorful × Melody" (カラフル×メロディ) | Hatsune Miku Kagamine Rin                                                                                | Team MOER             |
| "Blackjack" | Megurine Luka                                                                                            | Yucha-P               |
| "Clockwork Clown" (からくりピエロ, Karakuri Pierrot)                                                                                       | Hatsune Miku                                                                                             | 40mP                  |
| "Thousand Year Solo" (千年の独奏歌, Sennen no Dokusouka)                                                                                   | KAITO | yanagiP               |
| "Doubleganger" (なりすましゲンガー, Narisumashi Genga)                                                                                     | Kagamine Rin Hatsune Miku                                                                                | KulfiQ                |
| "Miracle Paint" (ミラクルペイント) (炉心融解)                                                                                              | Kagamine Rin                                                                                             | iroha(sasaki)         |
| "Pinky Swear" (指切り; Hepburn: Yubikiri) (ルカルカ★ナイトフィーバー)                                                                      | Megurine Luka                                                                                            | samfree               |
| "Knife" | Kagamine Rin Hatsune Miku Kagamine Len                                                                   | Rerulili              |
| "Sakura Rain" (桜ノ雨, Sakura no Ame) | Hatsune Miku                                                                                             | halyosy               |
| "This is the Happiness and Peace of Mind Committee" (こちら、幸福安心委員会です。, Kochira, Koufuku Anshin Iinkaidesu.)                    | Hatsune Miku                                                                                             | Utata-P               |
| "Cantarella ~Grace Edition~" (カンタレラ ~grace edition~)                                                                                  | KAITO Hatsune Miku (guest)                                                                               | Kurousa-P             |
| "SPiCa -39′s Giving Day Edition-" | Hatsune Miku                                                                                             | Toku-P                |
| "Hello, Worker" | Megurine Luka                                                                                            | KEI                   |
| "Romeo and Cinderella" (ロミオとシンデレラ)                                                                                                | Hatsune Miku                                                                                             | doriko                |
| "I'll Miku-Miku You♪ [For Reals]" (みくみくにしてあげる♪【してやんよ】, Miku Miku ni Shite Ageru♪ [Shite Yanyo])                           | Hatsune Miku                                                                                             | ika_mo                |
| "Roshin Yukai" (炉心融解) (メテオ) | Hatsune Miku                                                                                             | John Zeroness         |
| "Kokoro" (ココロ) | Kagamine Rin                                                                                             | Toraboruta            |
| "Break It, Break It!" (壊せ壊せ, Kowase Kowase)                                                                                            | MEIKO | ELVN                  |
| "Soundless Voice" | Kagamine Len Kagamine Rin (guest)                                                                        | Hitoshizuku & Yama△   |
| "Break It, Break It!" (壊せ壊せ; Hepburn: Kowase Kowase) (結んで開いて羅刹と骸, Musunde Hiraite Rasetsu to Mukuro)                         | Hatsune Miku                                                                                             | Hachi                 |
| "Erase or Zero" | KAITO Kagamine Len                                                                                       | Crystal-P             |
| "Paradichlorobenzene" (パラジクロロベンゼン) (ダブルラリアット)                                                                            | Megurine Luka                                                                                            | Agoaniki              |
| "Kagerou Daze" (カゲロウデイズ) (パラジクロロベンゼン)                                                                                     | Kagamine Len                                                                                             | Owata-P               |
| "Two-Sided Lovers" (裏表ラバーズ; Hepburn: Ura-Omote Lovers)Kagerou Daze" (カゲロウデイズ)                                                 | Hatsune Miku                                                                                             | Jin                   |
| "Envy Cat Walk" (エンヴィキャットウォーク) (裏表ラバーズ, Ura-Omote Lovers)                                                                | Hatsune Miku                                                                                             | wowaka                |
| "The World is Mine" (ワールドイズマイン) (エンヴィキャットウォーク)                                                                        | Hatsune Miku                                                                                             | Tohma                 |
| "The World is Mine" (ワールドイズマイン)                                                                                                   | Hatsune Miku                                                                                             | ryo                   |
| "Decorator" | Hatsune Miku Kagamine Rin (guest) Kagamine Len (guest) Megurine Luka (guest) KAITO (guest) MEIKO (guest) | livetune              |
| "The Intense Voice of Hatsune Miku" (初音ミクの激唱; Hepburn: Hatsune Miku no Gekishou) (初音ミクの激唱, Hatsune Miku no Gekishou)         | Hatsune Miku                                                                                             | cosMo@bousou-P        |
| "2D Dream Fever" (二次元ドリームフィーバー) (二次元ドリームフィーバー)                                                                     | Hatsune Miku                                                                                             | PolyphonicBranch      |
| "Sweet Devil" | Hatsune Miku                                                                                             | Hachioji-P            |
| "Cat Food" (キャットフード) (キャットフード)                                                                                               | Hatsune Miku                                                                                             | doriko                |
| "Hello, Worker" (Live Edition) | Megurine Luka                                                                                            | KEI                   |
| "Erase or Zero" (Live Edition) | KAITO Kagamine Len                                                                                       | Crystal-P             |
| "Tokyo Teddy Bear" (東京テディベア) (ピアノ×フォルテ×スキャンダル)                                                                         | MEIKO | OSTER project         |
| "Love-Hate" (Live Edition) | Kagamine Rin Kagamine Len                                                                                | HoneyWorks            |
| "Tokyo Teddy Bear" (東京テディベア) | Kagamine Rin                                                                                             | Neru                  |
| "glow" | Hatsune Miku                                                                                             | keeno                 |
| "Tell Your World" (DLC) | Hatsune Miku                                                                                             | livetune              |
| "ODDS&ENDS" (DLC) | Hatsune Miku                                                                                             | ryo                   |
| "Sekiranun Graffiti" (積乱雲グラフィティ) (積乱雲グラフィティ)                                                                             | Hatsune Miku                                                                                             | ryo                   |
| "Aikotoba" (愛言葉) (愛言葉) | Hatsune Miku                                                                                             | DECO*27               |
| "Look This Way, Baby" (こっち向いてBaby; Hepburn: Kocchi Muite Baby) (こっち向いてBaby, Kocchi Muite Baby)                                 | Hatsune Miku                                                                                             | ryo                   |
| "Yellow" | Hatsune Miku                                                                                             | livetune              |
| "Change Me" | MEIKO | shu-t                 |
| "Rolling Girl" (ローリンガール) (ローリンガール)                                                                                           | Hatsune Miku                                                                                             | wowaka                |
| "Solitude's End" (孤独の果て; Hepburn: Kodoku no Hate) (孤独の果て, Kodoku no Hate)                                                        | Kagamine Rin Kagamine Len (guest)                                                                        | Hikari Shuuyou        |
| "To the End of Infinity" (那由他の彼方まで; Hepburn: Nayuta no Kanata Made) (那由他の彼方まで, Nayuta no Kanata Made)                      | Kagamine Len Kagamine Rin                                                                                | Tsurishi-P            |
| "Just Be Friends" | Megurine Luka                                                                                            | Dixie Flatline        |
| "magnet" | Hatsune Miku Megurine Luka                                                                               | minato                |
| "Rosary Pale" | KAITO | Shinjou-P             |
| "Promise" | Kagamine Rin Hatsune Miku                                                                                | samfree               |
| "When First Love Ends" (初めての恋が終わる時; Hepburn: Hajimete no Koi ga Owaru Toki) (マージナル)                                         | Hatsune Miku                                                                                             | OSTER Project         |
| "Electric Angel" (えれくとりっく・えんじぇぅ; Hepburn: Erekutorikku Enjeu) (初めての恋が終わる時, Hajimete no Koi ga Owaru Toki)           | Hatsune Miku                                                                                             | ryo                   |
| "Although Songs Have no Form" (歌に形はないけれど; Hepburn: Uta ni Katachi wa Nai Keredo) (えれくとりっく・えんじぇぅ, Erekutorikku Enjeu) | Hatsune Miku                                                                                             | Yasuo-P               |

- Fehér háttér - új dalok a Project DIVA F 2nd-ben.
- Világoskék háttér - korábbi Project DIVA játékokból visszatérő dalok.
- Zöld háttér - korábbi Project DIVA játékokból visszatérő dalok, új videóval.
- Narancssárga háttér - DLC, megvásárolható a PlayStation Store-ban.
- Sárga háttér - csak AR módban és Live Stage módban elérhető dalok.

## Fordítás
Ez a szócikk részben vagy egészben  a   Hatsune_Miku:_Project_DIVA_F_2nd című angol Wikipédia-szócikk ezen változatának fordításán alapul.  Az eredeti cikk szerkesztőit annak laptörténete sorolja fel. Ez a jelzés csupán a megfogalmazás eredetét és a szerzői jogokat jelzi, nem szolgál a cikkben szereplő információk forrásmegjelöléseként.